# إل بايستيرو
بلدية إل بايستيرو (بالإسبانية: El Ballestero) هي بلدية تقع في مقاطعة البسيط التابعة لمنطقة كاستيا لا مانتشا وسط إسبانيا.

## الديموغرافيا
بلغ عدد سكان بلدية إل بايستيرو 473 نسمة عام 2011 (وفقاً للمعهد الوطني الإسباني للإحصاء).
| 595 | 573 | 563 | 527 | 549 | 581 | 473 |